# Samuel Dexter
Samuel Dexter (14 tháng 5 năm 1761 - 4 tháng 5 năm 1816) là một chính khách Hoa Kỳ thuộc Đảng Liên bang. Ông đã từng làm năm chức vụ, đặc biệt là Bộ trưởng Ngân khố Hoa Kỳ, nhiệm kỳ của ông ngắn nhất, 4 tháng 12 ngày.

## Tiểu sử
Ông sinh vào ngày 14 tháng 5 năm 1761 tại thành phố Boston thuộc tiểu bang Massachusetts, Hoa Kỳ, cha ông cũng tên là Samuel Dexter, mẹ ông không rõ tên.

## Trường học của Samuel
Samuel tốt nghiệp trường Đại học Harvard với thành tích xuất sắc vào năm 1781 và sau đó học về luật sư tại Worcester dưới thời Levi Lincoln Sr., người sẽ là Bộ trưởng Tư pháp Hoa Kỳ thứ 4. Sau khi tốt nghiệp quán bar vào năm 1784, ông bắt đầu tập luyện về chính trị tại Lunenburg, Massachusetts.

## Chính trị gia, chức vụ
Samuel tham dự Quốc hội Hoa Kỳ vào năm 1788. Cùng năm đó, ông được bầu làm Dân biểu Hoa Kỳ của Hạ viện bang Massachusetts đến năm 1790. Sau đó ông được bầu làm Dân biểu Hoa Kỳ từ Khu vực Quốc hội thứ nhất của Massachusetts cùng với Fisher Ames, Benjamin Goodhue, và Samuel Holten (General Ticket) từ ngày 4 tháng 3 năm 1793 đến ngày 3 tháng 3 năm 1795. Tiếp theo, ngày 4 tháng 3 năm 1799, ông được bầu làm Thượng nghị sĩ Hoa Kỳ đến từ Massachusetts cho đến ngào 30 tháng 5 năm 1800. Ông được mọi người bầu làm Bộ trưởng Chiến tranh Hoa Kỳ thứ 4 từ ngày 1 tháng 6 năm 1800 đến cuối tháng 1 năm 1801. Cuối cùng ông được Tổng thống John Adams bổ nhiệm làm Bộ trưởng Ngân khố Hoa Kỳ thứ 3 từ đầu năm 1801 đến ngày 13 tháng 5 năm 1801 (thời Tổng thống Thomas Jefferson, ông từ chức do sức khỏe của ông ngày càng yếu.

## Ra đi thanh thản
Năm năm sau, vào tháng 5 năm 1806, ông mắc bệnh, 4 ngày sau khi chiến đấu với bệnh tật đó, ông từ trần ngay sau đó, hưởng thọ 54 tuổi vì chưa đến ngày sinh nhật thứ 55 của ông. Ông được chôn cất tại nghĩa trang Mount Auburn tại Cambridge, Massachusetts, Hoa Kỳ.
Simon Newton Dexter và Andrew Dexter, Jr. là cháu trai của ông.
Samuel W. Dexter, người sáng lập thành phố Dexter, Michigan, là con trai của ông.